# Blowin' in the Wind
"Blowin'in the Wind" é uma canção escrita por Bob Dylan em 1962 e lançada em seu segundo álbum de estúdio The Freewheelin' Bob Dylan, em 1963. Embora tenha sido descrita como uma canção de protesto, ele coloca uma série de perguntas retóricas sobre a paz, a guerra e a liberdade. O refrão "The answer, my friend, is blowin' in the wind" (literalmente "a resposta, meu amigo, está soprando no vento") tem sido descrita como "impenetravelmente ambígua: ou a resposta é tão óbvia que está direta em seu rosto, ou é tão intangível quanto o vento".
Em 1994, a canção foi introduzida no Grammy Hall of Fame. Em 2004, ficou em 14º lugar na lista da revista Rolling Stone das "500 Maiores Músicas de Todos os Tempos". Também em 1994 a canção é cantada ligeiramente no filme Forrest Gump pela atriz Robin Wright Penn (Jeny Curran).